# Julio César Uribe
Julio César Uribe Flores (Lima, 1958. május 9. –) válogatott perui labdarúgó, középpályás, csatár, edző. A perui válogatott szövetségi kapitánya (2000–2002, 2007).

## Pályafutása

### Klubcsapatban
1969-ben a Sporting Cristal korosztályos csapatában kezdte a labdarúgást. 1975 és 1982 között szerepelt az első csapatban. 1982 és 1985 között az olasz Cagliari labdarúgója volt. 1985-ben visszatért a Sporting Cristal csapatához. 1986-ban a kolumbia Atlético Junior, majd 1987-ben az América de Cali, 1987–88-ban a mexikói América játékosa volt. 1988-ban újra a Sporting Cristal, 1989-ben az América de Cali csapatában szerepelt. 1990-ben a mexikói Tecos UAG, 1991-ben a Sporting Cristal, 1992-ben a kolumbiai Independiente, majd az Envigado labdarúgója volt. 1993-ban a Mannucci együttesében fejezte be az aktív játékot. A Sporting Cristallal négy perui az Américával egy mexikói bajnoki címet szerzett.

### A válogatottban
1979 és 1989 között 39 alkalommal szerepelt a perui válogatottban és kilenc gólt szerzett. Részt vett az 1982-es spanyolországi világbajnokságon.

### Edzőként
2000 és 2002 között, illetve 2007-ben a perui válogatott szövetségi kapitánya volt. Korábbi klubja a mexikói Tecos UAG vezetőedzője volt négy időszakban (1996, 1998, 2002, 2004). 1996–97-ben a kolumbiai Atlético Junior, 1998-ban a kínai Jünnan Hongta, 2017-ben a bolíviai San José szakmai munkáját irányította. Ezenkívül számos perui csapatnál tevékenykedett: többek között a Deportivo Municipal, az Alianza Lima, a Juan Aurich, a Cienciano, a José Gálvez és az Unión Comercio együtteseinél. 2021 óta az Alianza Universidad edzőjeként dolgozik.

## Sikerei, díjai
Sporting Cristal
- Perui bajnokság
  - bajnok (4): 1979, 1980, 1988, 1991

 América
- Mexikói bajnokság (Primera División)
  - bajnok: 1987–88